# ۸۰ (قمری)
۸۰ (قمری)، هشتادمین سال در گاهشماری هجری قمری است. اول محرم این سال برابر با دوازدهم مارس سال ۶۹۹ میلادی است.